# 彭永成
彭永成（1970年7月20日—2017年12月31日）是台灣的漫畫家，又名呆頭成、泰山爸爸。高雄人。血型O型。26歲時（1996年）以《黃非紅》由青文出版社出版而正式出道。代表作為《泰山爸爸》、《呆頭成的生活週記》。
2017年12月31日，彭永成過世，享年47歲。

## 人物
- 創作以四格漫畫為主。其筆下人物為簡單Q版造型，表情豐富逗趣。故事表現詼諧幽默，卻又充滿知識性及發人省思。題材多取自生活週遭。代表作《呆頭成的生活週記》取材自校園生活，《布丁當家》則是以自家寵物為參考對象，由平淡的生活中觀察出令人會心一笑的小品。
- 作品多次獲得各種優良兒童讀物獎，台灣的網路發達普及後，許多作品都在網路上直接發表，作品在台灣、中國及馬來西亞等地皆有讀者。
- 早期的作品多在青文出版社發表並於青文的漫畫雜誌上連載，從《黃非紅》、《布丁當家》到代表作《呆頭成的生活週記》都是在青文時期的作品。
- 在青文時代之後，彭永成漸漸開始和幼獅文化合作，在兒童雜誌及教育類兒童漫畫上發展，這期間的作品包括《麻辣校園Cool生活》、《泰山爸爸與蒜頭的為什麼》等等，還包括《海洋中的哲學家》及《森林中的哲學家們》這兩本以圖文書型式創作的作品。
- 代表作《呆頭成的生活週記》講述以作者自身經驗為藍本的校園故事。成績沒有特別好而頭特別大的呆頭成，和幾個好友在校園中碰到各種趣事，用幽默可愛的方式來演繹青少年時期可能面臨的各種問題，作品大受好評，也為作者換來呆頭成的暱稱。
- 2002年作品《泰山爸爸》與入口網站《Yahoo!奇摩》合作，於網路上刊載漫畫連載，漫畫連載期間為台灣漫四格漫畫又開創了一個新的發表平台（該服務已於2008年8月終止）。
- 《泰山爸爸》系列故事使用船難後的荒島作為背景，穿插許多搞笑、幽默的親切小故事，輕鬆之下不失令人莞爾的省思，正逢台灣社會網路的發達，配合入口引擎的推廣，轉寄四格漫畫的風潮一時蔚為流行。
- 其後也利用《泰山爸爸》的故事人物為基底發表《泰山爸爸與蒜頭的為什麼》、《泰山爸爸與大自然的為什麼》（獲得國立編譯館優良漫畫獎2006年連環圖畫組第3名）以兒童教育目的為主的兒童漫畫。同年當時未出版的《麥香雞與先知蟲》獲得92年度國立編譯館優良漫畫獎乙類佳作[2]。
- 現以《黑糖饅頭日記》於中國的漫友文化之《漫畫BAR》雜誌連載，並在持續於網路部落格發表四格創作。

## 簡歷
- 1997年 - 以《黃非紅》獲得第15次新聞局中小學生優良課外讀物推介評選[3]
- 2001年 - 以《呆頭成的青春紀事》獲得第19次新聞局中小學生優良課外讀物推介評選
- 2003年 - 以當時未出版的《麥香雞與先知蟲》獲得92年度國立編譯館優良漫畫獎乙類佳作
- 2004年 - 以《泰山爸爸與蒜頭的為什麼》獲得最佳少年兒童讀物獎[4]
- 2005年 - 以《泰山爸爸與蒜頭的為什麼》獲得第24次新聞局中小學生優良課外讀物推介評選
- 2006年 - 以《泰山爸爸與大自然的為什麼》獲得97年度國立編譯館優良漫畫獎連環圖畫組第3名

## 作品一覽

泰山爸爸 封面

### 漫畫
- 小麥雞與先知蟲（全1集）幼獅文化，2012年2月3日，ISBN 9789575748562
- 泰山爸爸（全1集）商周出版，2007年4月2日，ISBN 9789861247984
- 泰山爸爸與大自然的為什麼（全1集）幼獅文化，2007年2月6日，ISBN 9575746481
- 泰山爸爸與蒜頭的為什麼（全1集）幼獅文化，2004年9月1日，ISBN 9575745272
- 呆頭成的青春紀事（全1集）幼獅文化，2001年4月30日，ISBN 9575743253
- 農莊共和國（全1集）時報文化，2000年10月1日，ISBN 9571332267，取材自動物農莊搞笑漫畫版本
- 麻辣校園Cool生活（全1集）幼獅文化，1999年10月30日，ISBN 9575741390
- 家爪一族（全1集）青文出版社，ISBN 9575950518，台灣漫畫家經典作品集編著
- 龍眼與緑茶，ISBN 7505604570，台灣漫畫家經典作品集編著
- 我的爸爸是泰山（全3集）青文出版社
- 新神仙也瘋狂（全1集）青文出版社
- 皮蛋的日記（全1集）青文出版社，ISBN 9575399544
- 呆頭成的生活週記（全3集）青文出版社
- 神仙也瘋狂（全1集）青文出版社，ISBN 9575398769
- 布丁當家（全1集）青文出版社，ISBN 957539772X
- 黃非紅（全1集）青文出版社，ISBN 9575394836

### 圖文書
- 森林中的哲學家們（全1集）晨星出版，2001年8月30日，ISBN 9574550419
- 海洋中的哲學家（全1集）大田出版，ISBN 9574550729

### 繪圖
- 達克比辦案（全2集）天下雜誌，作者胡妙芬，2013年9月3日，ISBN 9789862417706

## 註解
1. ↑  . 2018-01-02  [2018-01-02]. （原始内容存档于2018-01-03）.
2. ↑  第二屆漫畫金像獎 Archive.today的存檔，存档日期2012-07-09
3. ↑  行政院新聞局「中小學生優良課外讀物名錄」 的存檔，存档日期2006-11-06.
4. ↑  文建會優良兒童館獲選好書 的存檔，存档日期2011-12-16.

## 外部連結
- 呆頭成的生活雜記